# James Fisk
 (juin 2019).
Si vous disposez d'ouvrages ou d'articles de référence ou si vous connaissez des sites web de qualité traitant du thème abordé ici, merci de compléter l'article en donnant les références utiles à sa vérifiabilité et en les liant à la section « Notes et références ».
 (juin 2019).
Le contenu est difficilement compréhensible vu les erreurs de traduction, qui sont peut-être dues à l'utilisation d'un logiciel de traduction automatique.
Pour les articles homonymes, voir Fisk.
James Fisk, né le 1er avril 1835 à Pownal, dans l'État du Vermont et mort le 7 janvier 1872 à New York, est un homme d'affaires américain.

## Biographie

### Jeunesse et Carrière
Fisk est né dans le hameau de Pownal, dans l'État du Vermont en 1835. Après une courte période d'école, il s'enfuit en 1850 et rejoint Van Amberg's Mammoth Circus & Menagerie. Plus tard, il devint garçon d'hôtel puis finalement adopta le métier de son père, colporteur, avant de devenir vendeur chez Jordan Marsh, une mercerie. Échec pour un vendeur, il fut envoyé à Washington DC pour vendre des textiles au gouvernement. Par son habileté à faire des contrats militaires durant la Guerre Civile, il fit fortune.

### Carrière financière
En 1864, Fisk devint agent de change et fut employé per Daniel Drew comme acheteur. Il assista Drew dans l'Erie War contre Cornelius Vanderbilt pour le contrôle de l'Erie Railroad. Cela permit à Fisk et Jay Gould de devenir membres du conseil d'administration de l'Erie. Ensuite, un raid bien organisé permit à Fisk et Gould de prendre le contrôle de la compagnie. Cette association avec Gould continua jusqu'à la mort de Fisk.
Fisk et Gould amenèrent l'audace financière aux extrêmes, leur programme incluant une alliance ouverte avec le sénateur du New York William Tweed, la corruption des assemblées et le fait d'acheter les juges. Leur tentative de monopoliser le marché de l'or culmina dans le désastreux Black Friday du 24 septembre 1869. Bien que de nombreux investisseurs aient été ruinés, Fisk et Gould ont échappé à un préjudice financier important.

### Relations
Fisk épousa Lucy Moore en 1854, lorsqu'il avait 19 ans et qu'elle en avait 15. C'était une orpheline, élevée par un oncle à Springfield dans le Massachusetts. Elle tolérait les nombreuses aventures extraconjugales de Fisk, peut-être parce qu'elle était heureuse de vivre avec son propre amour, Fanny Harrod, à Boston.
À New York, Fisk avait une relation avec Josie Mansfield. Mansfield était considérée comme une beauté pulpeuse par les normes victoriennes des attraits féminins. Fisk hébergea Mansfield dans un appartement dans W23 Street, tout près des bureaux de l'Erie Railroad. Il existait un passage secret entre les bureaux et l'immeuble où elle habitait ce qui faisait que Fisk pouvait lui rendre visite lorsqu'il le souhaitait. Leur relation scandalisa toute la société new-yorkaise.
Mansfield tomba amoureuse de l'associé de Fisk, Edward Stokes, un homme remarqué pour sa beauté. Stokes laissa sa femme et sa famille tandis que Mansfield laissa Fisk.

### Meurtre
Ayant besoin d'argent, Mansfield et Stokes essayèrent d'en extorquer à Fisk en menaçant de publier les lettres qu'il avait écrites à Mansfield qui prouveraient leur relation. Fisk refusa de payer Mansfield. Stokes affronta Fisk, le 6 janvier 1872, à New York au Grand Central Hotel et le tua d'un coup de pistolet. Fisk agonisant donna un testament qui identifiait Stokes comme le tueur. Il mourut le 7 janvier 1872.

## Dans la culture populaire
- La vie de Fisk fut mise en fiction en 1937 dans L'Or et la Chair par Rowland V. Lee et Edward Arnold jouait le rôle de Fisk.
- Fisk est peut-être une inspiration de Big Jim dans Lily, Rosemary and the Jack of Hearts de Bob Dylan.
- Dans Figure Away de Phoebe Atwood Taylor, une femme dit "Jim Fisk fut tué avec [un revolver] juste comme ça.
- Jim Fisk est un personnage du jeu vidéo Sid Meier's Railroads! de Sid Meier.
- Les circonstances autour de son meurtre furent dramatisées dans l'émission Crime Classics sur la CBS dans un épisode intitulé The Checkered Life and Sudden Death of Colonel James Fisk

### Articles Connexes
- Erie Railroad
- Jay Gould
- William M. Tweed

### Source
- (en) Cet article est partiellement ou en totalité issu de l’article de Wikipédia en anglais intitulé « James Fisk (financier) » (voir la liste des auteurs).